# Aplysia
Aplysia (deutsch Seehasen, nicht zu verwechseln mit der gleichnamigen Fischfamilie Cyclopteridae oder dem Speisefisch Seehase) sind eine Gattung von Meeresschnecken der Ordnung Hinterkiemerschnecken (Opisthobranchia). Bekannt sind sie vor allem deshalb, weil sie einige der größten bekannten Schnecken hervorbringen: Exemplare der Aplysia vaccaria erreichen eine Länge von bis zu 75 cm und wiegen um die 2 kg (4,4 lb) während andere Arten nur etwa 2–6 cm groß werden. Innerhalb der Breitfußschnecken ist bei ihnen die evolutionäre Rückbildung der Schale auf der mittleren Stufe, d. h., sie haben noch eine Schale, die jedoch nicht mehr extern, sondern intern ist. Sie befindet sich im Hinterleib über dem Eingeweidesack und ist vollständig in Gewebe eingebettet.
Die besonders großen Neuronen und das nicht übermäßig komplizierte, handhabbare Nervensystem machen sie, insbesondere Aplysia californica, zu einem hervorragenden Forschungsobjekt in der Neurologie. So erforschte der Nobelpreisträger Eric R. Kandel an ihren Synapsen u. a. das Lernen auf zellulärer Ebene.
Der deutsche Name Seehase (engl. sea hare, franz. lièvre de mer) stammt vermutlich von seiner Kopfform, denn im Wasser ähneln der vordere Teil mit den flächigen Schlundtentakeln und die Rhinpheren mit den darunter liegenden Augen mit etwas Phantasie einem Hasenkopf, insbesondere wenn das Tier mit dem massig wirkenden Hinterteil den Kopf nach vorn-oben reckt.

## Lebensweise
Die Mantellappen haben verschiedene Funktionen. Zum einen wird dadurch die Standbreite erhöht. Andere Arten nutzen sie, um mit regelmäßigen, wellenförmigen Kontraktionen damit zu schwimmen. Die Parapodiallappen haben dann eher eine seitwärts vom Körper ausgehende Tragflächenform.
Seehasen leben nach dem Larvenstadium, welches oft als treibendes Plankton verbracht wird, meist auf dem Meeresboden. Sie besiedeln Gebiete mit dichterem Pflanzenbewuchs, der ihnen Nahrung wie Schutz bietet. Damit gehören sie zum Benthos. Einige Arten wie beispielsweise Aplysia brasiliana können jedoch frei schwimmen und legen sogar größere Strecken zurück.
Seehasen ernähren sich vegetarisch. Sie fressen verschiedene Algen-, Tang- und Seegrasarten. Dabei werden mit der Raspelzunge (Radula) Pflanzenteile abgeraspelt, welche dann den Verdauungstrakt durchlaufen. Mit den Pflanzenteilen wird auch Nahrungsaufwuchs wie kleinere Algenarten mit eingenommen.
Ein Charakteristikum vieler Arten ist die Fähigkeit, zur Verteidigung eine intensiv lilafarbene Tintenwolke zu erzeugen. Dieser Farbstoff wird nach bisherigem Kenntnisstand aus gefressenen Rotalgen gewonnen und wird durch spezielle Drüsen auf dem Rücken in die Umgebung abgegeben.
Zum Schutz vor Fressfeinden gibt es Arten, die zusätzlich den Giftstoff Aplysiatoxin abspeichern. Dieser Giftstoff ist ein Produkt der Blaualgenarten (Cyanobakterien), welche auf bestimmten Seegrassorten wachsen
und von den Schnecken bei der Nahrungsaufnahme mit aufgenommen werden. Was die gefressenen Blaualgenarten angeht, so wird hauptsächlich die Art Lyngbya majuscula als Nahrungsquelle für Schnecken angeführt. Neben der Lyngbya majuscula sind jedoch weitere Blaualgenarten der Gattungen Schizothrix und Planktothrix bekannt, aus denen Schnecken Aplysiatoxin gewinnen können und die somit als Giftquelle in Frage kommen.

## Innere Systematik
Im Laufe der Zeit wurden viele Arten der Gattung Aplysia gefunden und beschrieben. Jedoch scheint nicht jede Art neu zu sein,
sondern es werden viele Synonyme vermutet. Der Grund dafür ist, dass einige Arten doch weit globaler vorhanden sind als vermutet,
dass die Entdeckungen und Sichtungen lokal entstehen und eine Vernetzung erst in den letzten Jahren stattfand, sowie dass es bislang nur eine Revision der Aplysia durch N. B. Eales (1960) gab. Diese ergab 36 Arten. Seitdem gab es jedoch weitere Artbeschreibungen.
Eine Auswahl an Apylsia-Arten ist:
- Aplysia brasiliana (Gefleckter Seehase) – S. Rang, 1828 (möglicherweise = Aplysia fasciata)
  - Verbreitung: Westatlantik von New Jersey bis Brasilien; Ostatlantik (um Ghana)
  - Länge: bis zu 27 cm
  - Farbe: variabel
- Aplysia californica (Kalifornischer Seehase) – J.G. Cooper, 1863[5]
- Aplysia cedrocensis – P. Bartsch & H.A. Rehder, 1939
- Aplysia cervina – Dall, W.H. und Simpson, C.T. 1901[6]
- Aplysia dactylomela (Geringelter Seehase) – S. Rang, 1828[7]
  - Verbreitung: weltweit in tropischen und gemäßigten Meeren
  - Farbe: von Hellgrau über Grün bis Dunkelbraun
  - große schwarze Ringe auf der Oberfläche; nicht schwimmfähig
- Aplysia depilans (Marmorierter Seehase) – Gmelin, 1791
  - Verbreitung: Ostatlantik, Mittelmeer
  - dünne, gelbe innere Schale; schwimmt relativ gerne
- Aplysia donca – Ev. Marcus und Er. Marcus, 1960
  - Verbreitung: Nordamerika, Westatlantik
- Aplysia extraordinaria – J.K. Allan, 1932[8] (möglicherweise = Aplysia gigantea)
  - Verbreitung: Westaustralien, Neuseeland
  - Länge: über 40 cm
- Aplysia fasciata – Poiret, 1798 (möglicherweise = Aplysia brasiliana).
  - Verbreitung: Ostatlantik, Westafrika
  - Länge: 40 cm
  - Farbe: Dunkelbraun bis Schwarz
  - manchmal grenzt ein roter Streifen die Parapodien und Mundtentakel ab
- Aplysia geographica – A. Adams & L.A. Reeve, 1850
- Aplysia gigantea – G.B. Sowerby, 1869[9]
  - Verbreitung: Westaustralien
  - Länge: 60 cm
  - Farbe: Dunkelbraun bis Schwarz
  - Hautabsonderungen sind sehr widerlich; angeschwemmte Exemplare sollen für den Tod von Hunden verantwortlich sein
- Aplysia juliana – J.R.C. Quoy & J.P. Gaimard, 1832[10]
  - Verbreitung: Weltweit, in allen warmen Meeren.
  - Farbe: verschiedene, von grau bis hellbraun.
  - keine Purpurdrüse, deshalb keine Tintenabgabe; hinteres Ende des Fußes kann als Saugnapf benutzt werden
- Aplysia kurodai – K. Baba, 1937[11]
  - Verbreitung: NW-Pazifik
  - Länge: 30 cm
  - Farbe: Dunkelbraun bis Purpur-Schwarz, gepunktet mit weißen Flecken.
- Aplysia morio (Atlantischer Schwarzer Seehase) – A.E. Verrill, 1901
  - Verbreitung: Ostatlantik
  - Länge: 40 cm
  - Farbe: Schwarz bis Tiefbraun, keine Flecken
- Aplysia oculifera – A. Adams & L.A. Reeve, 1850
  - Verbreitung: Indischer Ozean, Westpazifik
  - kleine braune Augenflecken
- Aplysia parvula (Zwergseehase) – O.A.L. Guilding in Mørch, 1863[12]
  - Verbreitung: weltweit in warmen bis gemäßigten Meeren
  - Länge: 6 cm
  - Farbe: braune bis grüne Flecken
- Aplysia punctata (Gemeiner Seehase) – G. Cuvier, 1803
  - Verbreitung: Mittelmeer und in Teilen des Nordost-Atlantiks
  - Länge: meist 15, max. 20 cm
  - Farbe: mit hellen Flecken und Punkten, Grundfärbung sehr variabel
  - schwimmt eher selten
- Aplysia reticulopoda – R.D. Beeman, 1960
- Aplysia sagamiana – K. Baba, 1955[13]
  - Verbreitung: Ostaustralien, Japan
- Aplysia sibogae – Bergh, 1905 (möglicherweise = Aplysia juliana)
- Aplysia sydneyensis – G.B. Sowerby, 1869[14]
  - Verbreitung: Australien
  - Länge: 15 cm
  - nicht klar beschrieben
- Aplysia vaccaria (Kalifornischer Schwarzer Seehase)  – L.R. Winkler, 1955 (möglicherweise = Aplysia cedrocensis)[15]
  - Verbreitung: Kalifornische Pazifikküste
  - Länge: sehr groß (bis zu 75 cm)
  - Farbe: Schwarz
  - keine Purpurtinte; große innere Schale
- Aplysia willcoxi – A. Heilprin, 1886[16]

## Äußere Systematik
Die Taxonomie der Schnecken unterliegt Revisionen und Wandel. Daher gibt es verschiedene Systematiken.  Als klassisch wird meist die auf J.Thiele (1929–1935)
zurückgehende betrachtet. Sie war bis in die 1990er anerkannt. Eine modernere und die letzte aufgrund rein morphologischer Ansätze
aufgestellte Systematik ist die von Ponder & Lindberg (1997). Eine aktuelle phylogenetisch orientierte Systematik geht zurück auf Bouchet & Rocroi (2005).

### Taxonomie von Bouchet & Rocroi (2005)
Gemäß der Taxonomie von Bouchet & Rocroi (2005) sind die Aplysia eine Gattung innerhalb der Klade der Verschieden-Kiemer (Heterobranchia):
- Klasse Gastropoda Cuvier, 1797
  - Klade Heterobranchia Gray, 1840
    - informelle Gruppe Opisthobranchia Milne Edwards, 1848
      - Klade Aplysiomorpha P. Fischer, 1883
        - Überfamilie Aplysioidea Lamarck, 1809
          - Familie Aplysiidae Rafinesque, 1815
            - Gattung Aplysia Linnaeus, 1767

### Taxonomie von Ponder & Lindberg (1997)
Gemäß der Taxonomie von Ponder & Lindberg (1997) sind die Aplysidea eine Ordnung innerhalb der Überordnung der Verschieden-Kiemer (Heterobranchia):
- Klasse Gastropoda Cuvier, 1797
  - Unterklasse Orthogastropoda W.F. Ponder & D.R. Lindberg, 1996
    - Teilklasse Apogastropoda Salvini-Plawen & Haszprunar, 1987
      - Überordnung Heterobranchia Gray, 1840
        - Ordnung Opisthobranchia Milne Edwards, 1848
          - Unterordnung Anaspidea P. Fischer, 1883
            - Überfamilie Aplysioidea Lamarck, 1809
              - Familie Aplysiidae Rafinesque, 1815
                - Gattung Aplysia Linnaeus, 1767